# 多多羅大橋
多多羅大橋（日语：／ Tatara ōhashi */?）是位於日本瀨戶內海的斜拉橋，連接廣島縣尾道市的生口島及愛媛縣今治市的大三島，為西瀨戶自動車道的一部分。
大橋於1999年5月1日啟用，主跨長890米，从启用至2008年5月间为世界最長斜拉橋，連引道全長為1480米，四線行車，並設行人及單車專用通道，屬於日本國道317號的一部分。现在多多罗大桥為日本最长、世界第5长斜拉桥。

## 構造
- 結構形式：三跨距雙塔連續對稱斜張橋
- 開工：1990年（平成1年）5月
- 通車：1999年（平成10年）5月
- 全長：1480 m
- 最大跨距：890 m
- 路寬：約14 m (雙向四車道)
- 中央路面高度：約26 m
- 主橋塔高度：220 m
- 總工程費：900 億日圓

## 照片集

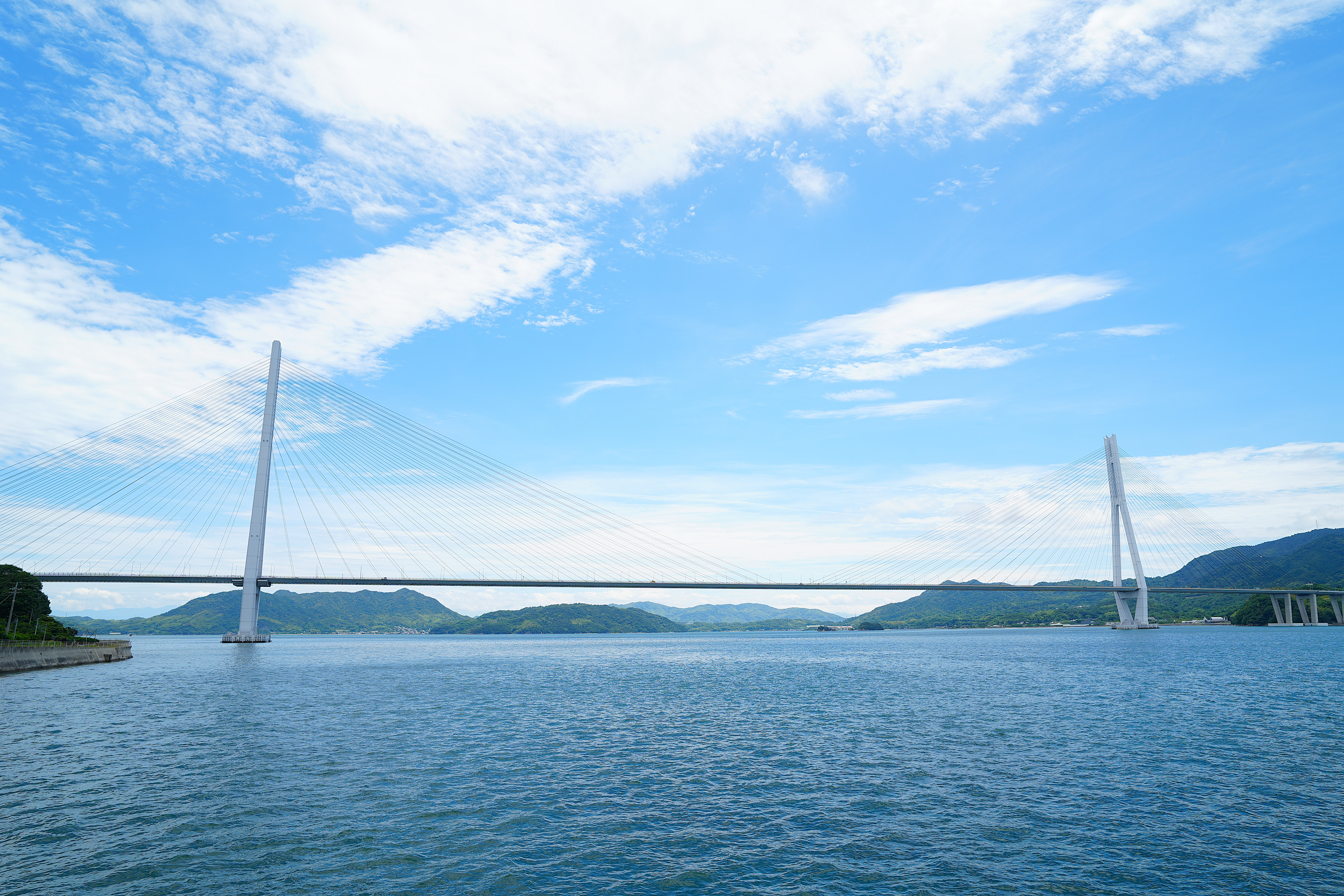
多多羅大橋(生口島側面角度)
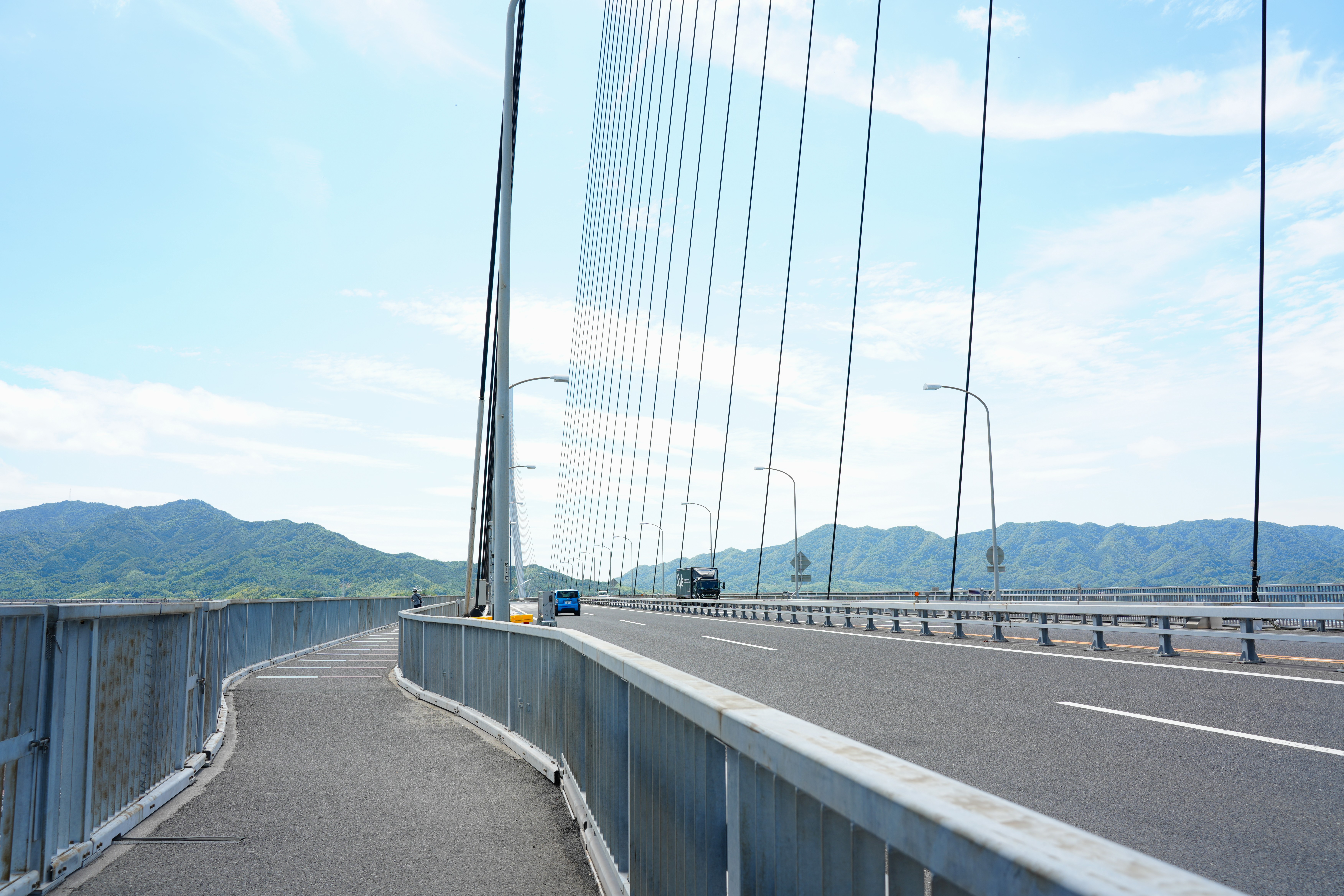
多多羅大橋腳踏車道及自動車道
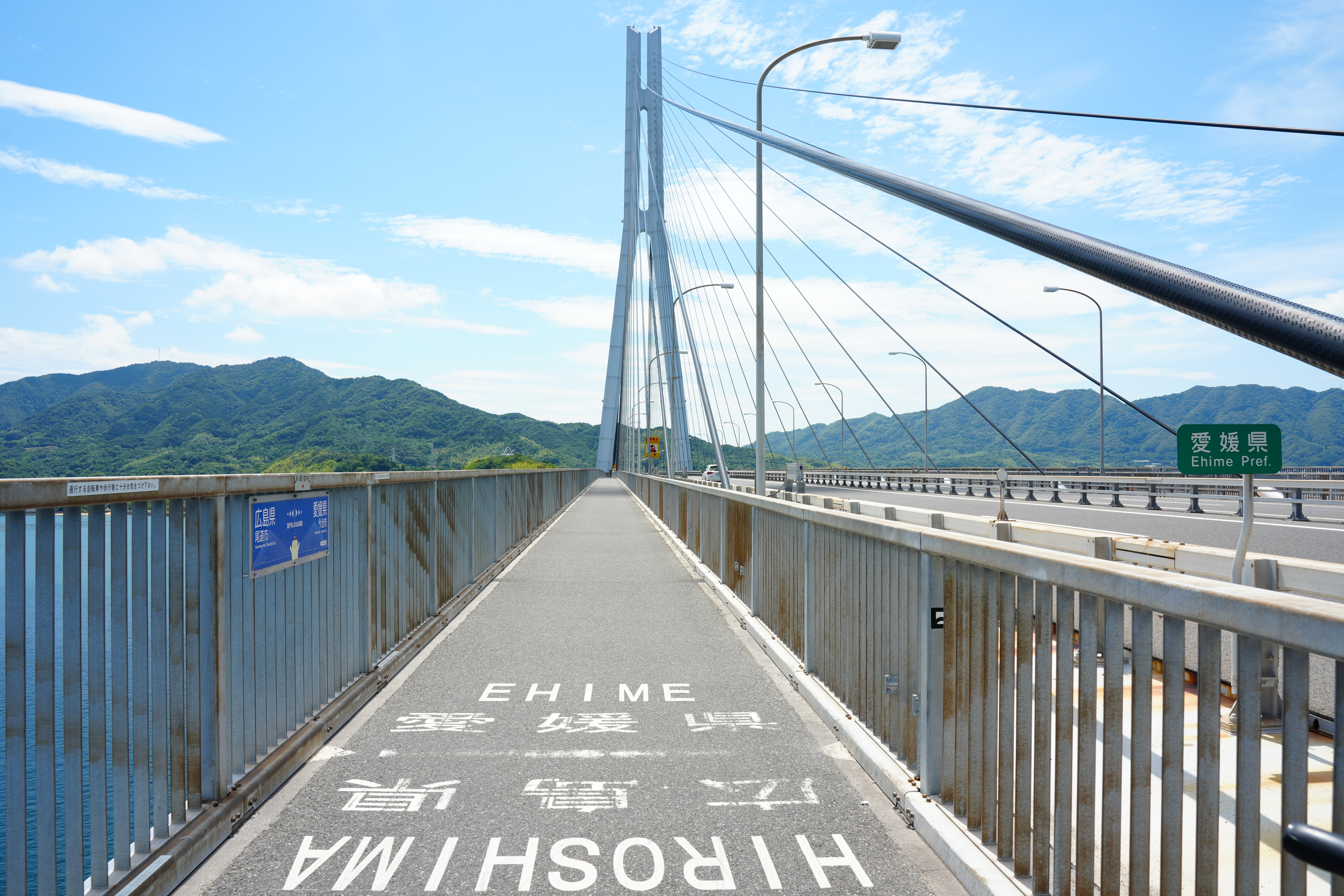
多多羅大橋本州四國交界處(廣島-愛媛)
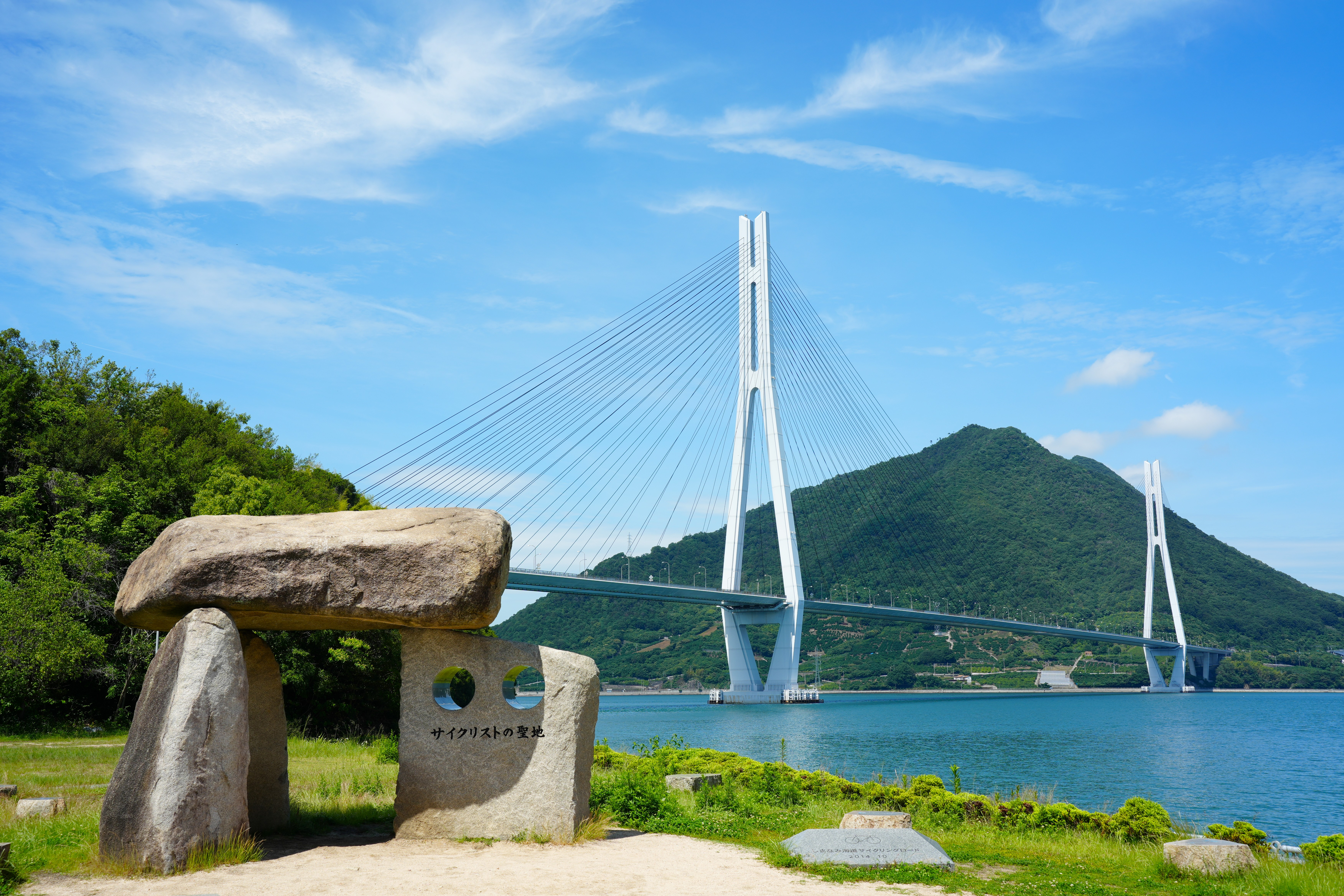
多多羅大橋及聖地紀念碑
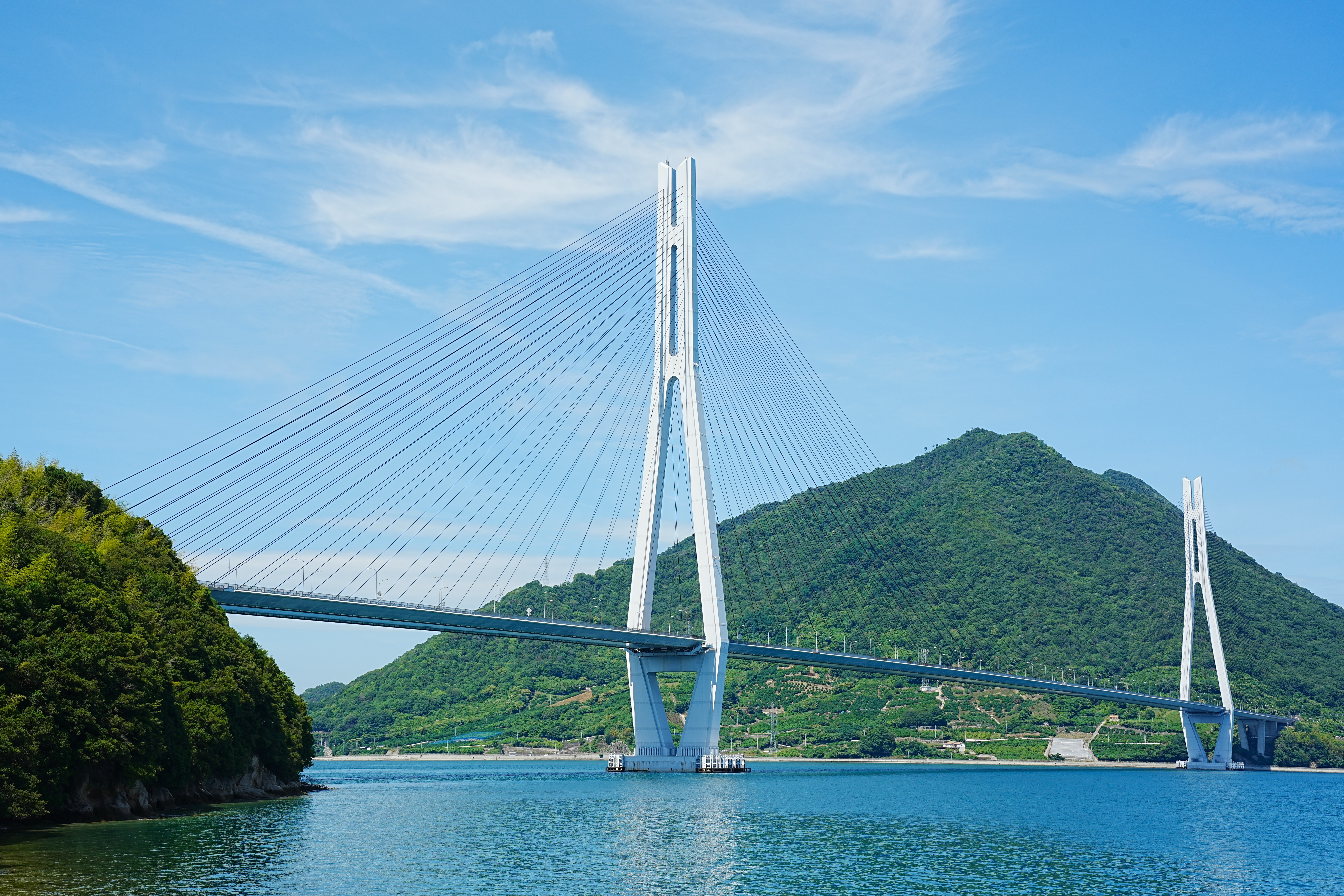
多多羅大橋(道之驛角度)
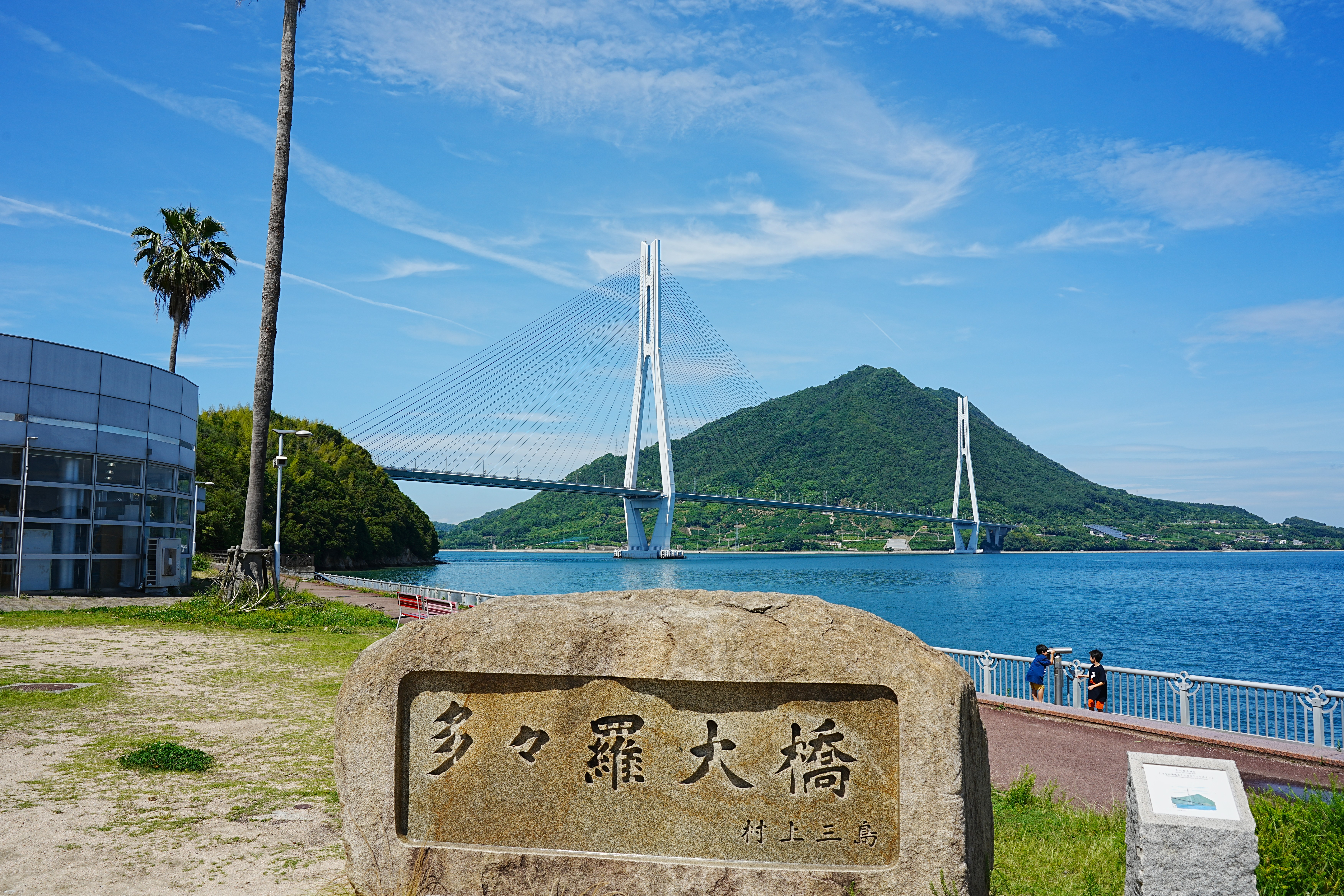
多多羅大橋及橋名石碑
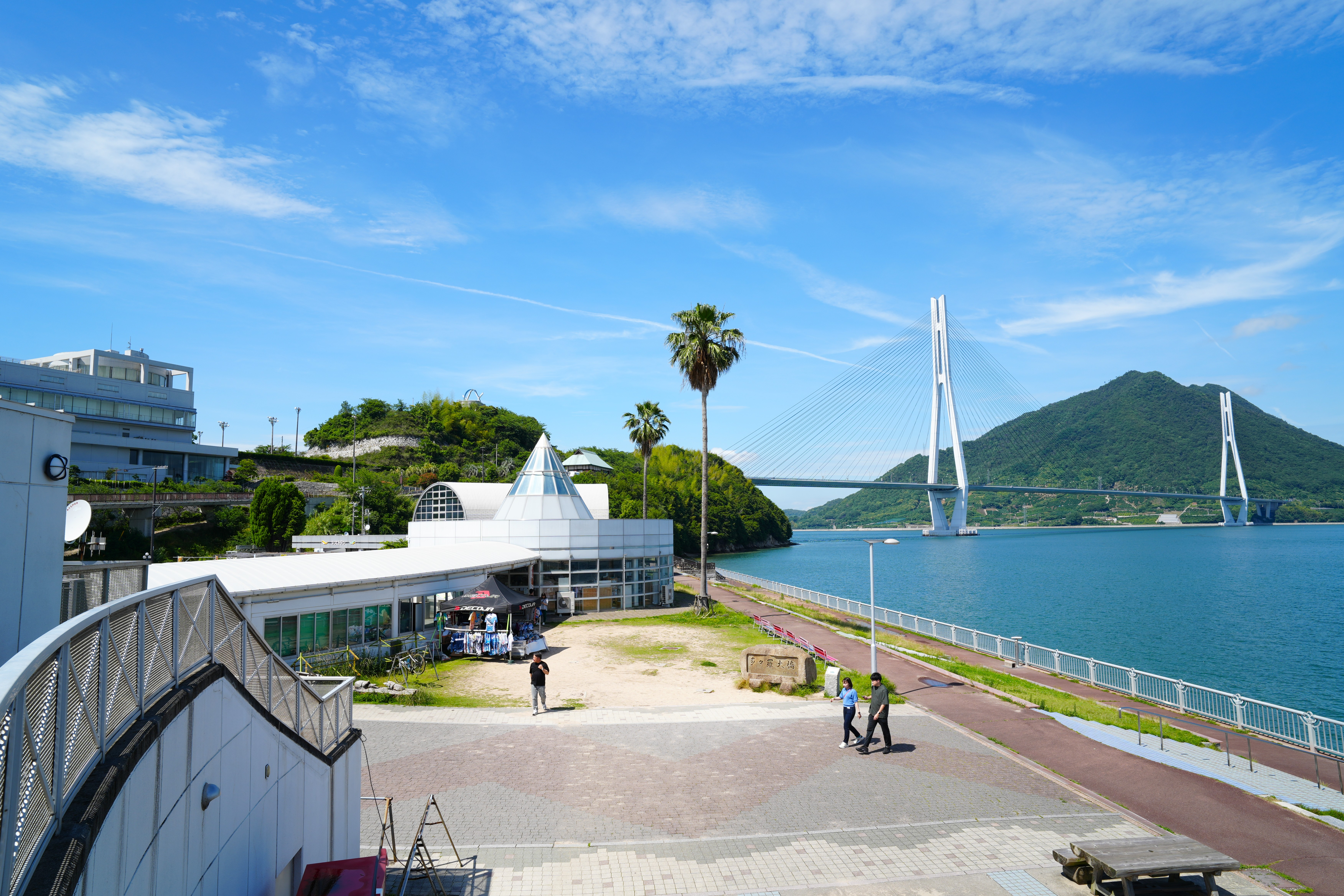
多多羅大橋及多多羅島波公園

## 相關項目
- 世界斜拉橋列表
- 日本列島
- 本州四國聯絡道路
- 本州四國連絡橋（日语：本州四国連絡橋）
- 西瀨戶自動車道
- 因島大橋
- 生口大橋
- 大三島橋
- 伯方-大島大橋
- 來島海峽大橋
- 瀨戶內海
- 明石海峽大橋
- 鳴門大橋